# Aguarales de Valpalmas

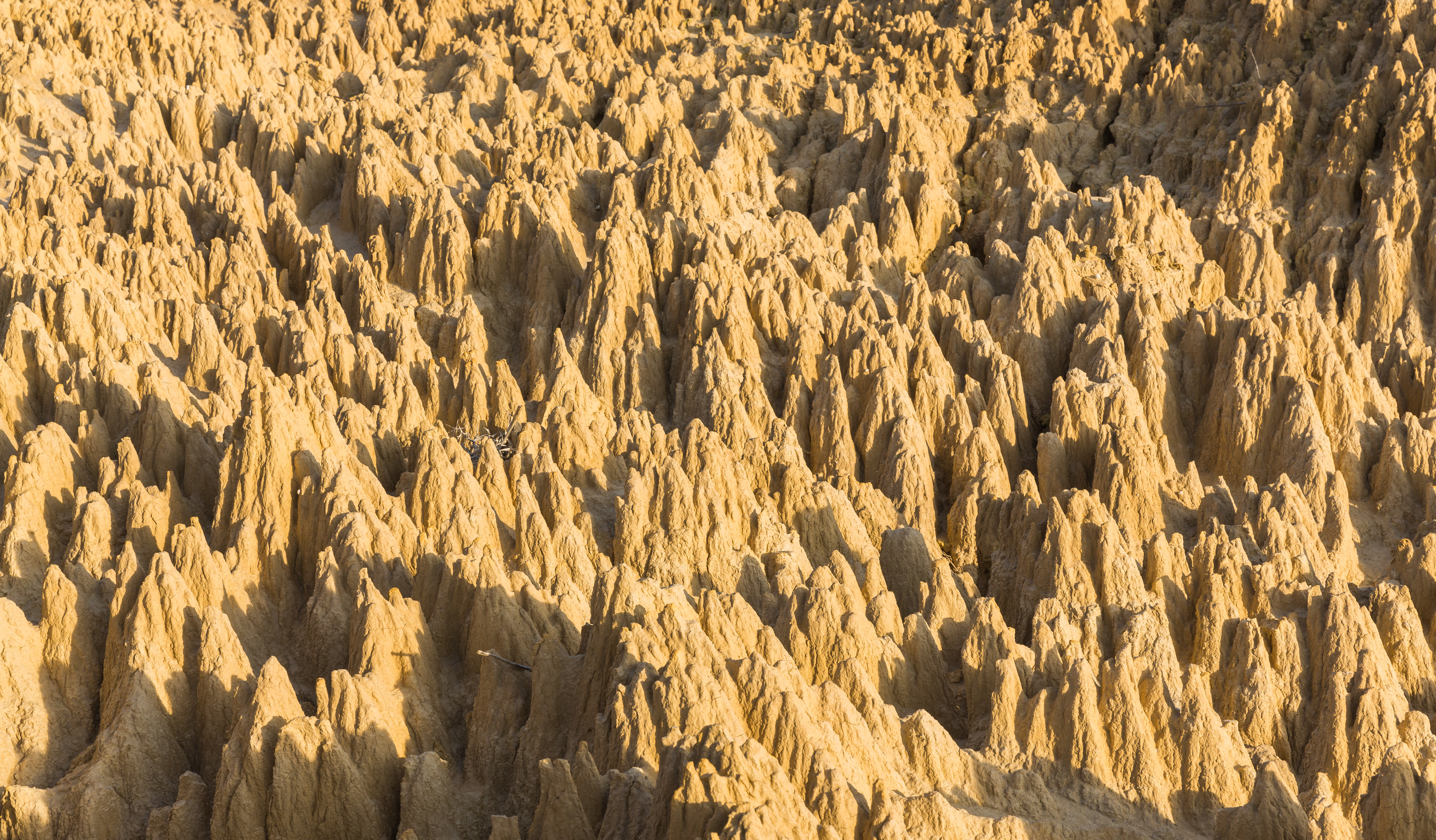
Detalle de los Aguarales de Valpalmas.

Los Aguarales de Valpalmas, también conocidos como Aguarales de Valdemiraz, son una interesante, frágil y dinámica formación geológica, resultado de flujos de agua sobre material poco resistente, en un proceso conocido como piping («formación de tubos»). Los Aguarales, fenómeno conocido también como Chimenea de hadas, están situados en las cercanías del municipio de Valpalmas, en la comarca de las Cinco Villas, provincia de Zaragoza, Aragón (España).

## Localización y acceso
Para acceder a los Aguarales se toma una corta pista desde la carretera provincial ZP-1150 en dirección a Piedratajada desde Valpalmas a aprox. 1,5 km de esta última localidad. El acceso es libre pero dado que no hay iluminación artificial solo se puede visitar durante las horas de luz.

## Formación geológica
Los Aguarales son el resultado de la acción erosiva de flujos de agua superficiales, así como subsuperficiales, en un proceso denominado piping, sobre materiales poco resistentes y en un ambiente semiárido con precipitaciones esporádicas de carácter tormentoso. Se estima que los deleznables materiales que se pueden observar fueron depositados en el Holoceno (últimos 10.000 años) y proceden de la erosión de la cabecera y laderas del barranco. A pesar de la fragilidad de estas formaciones, están cubiertas por una costra de limo y arcilla, que  las  protege  temporalmente  de  la erosión. Estas costras resultan del flujo superficial del agua que arrastra material limo-arcilloso en suspensión y lo deposita gracias a las irregularidades microtopográficas. Además, en el sustrato de los Aguarales se encuentra una cantidad importante de sodio, que acelera la dispersión del suelo y que pierde coherencia ante la presencia de agua, acelerando el proceso de piping («formación de tubos»).

## Galería

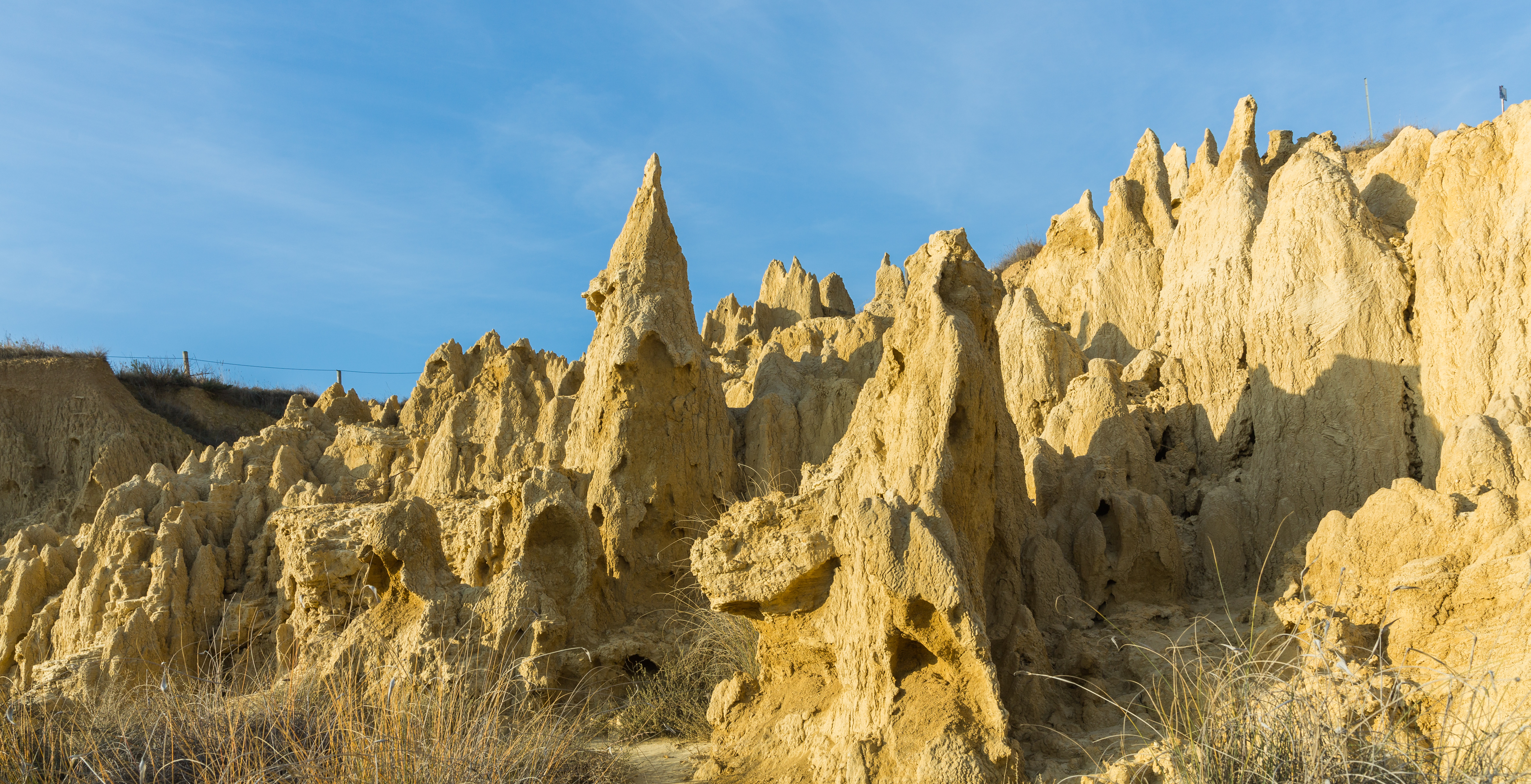
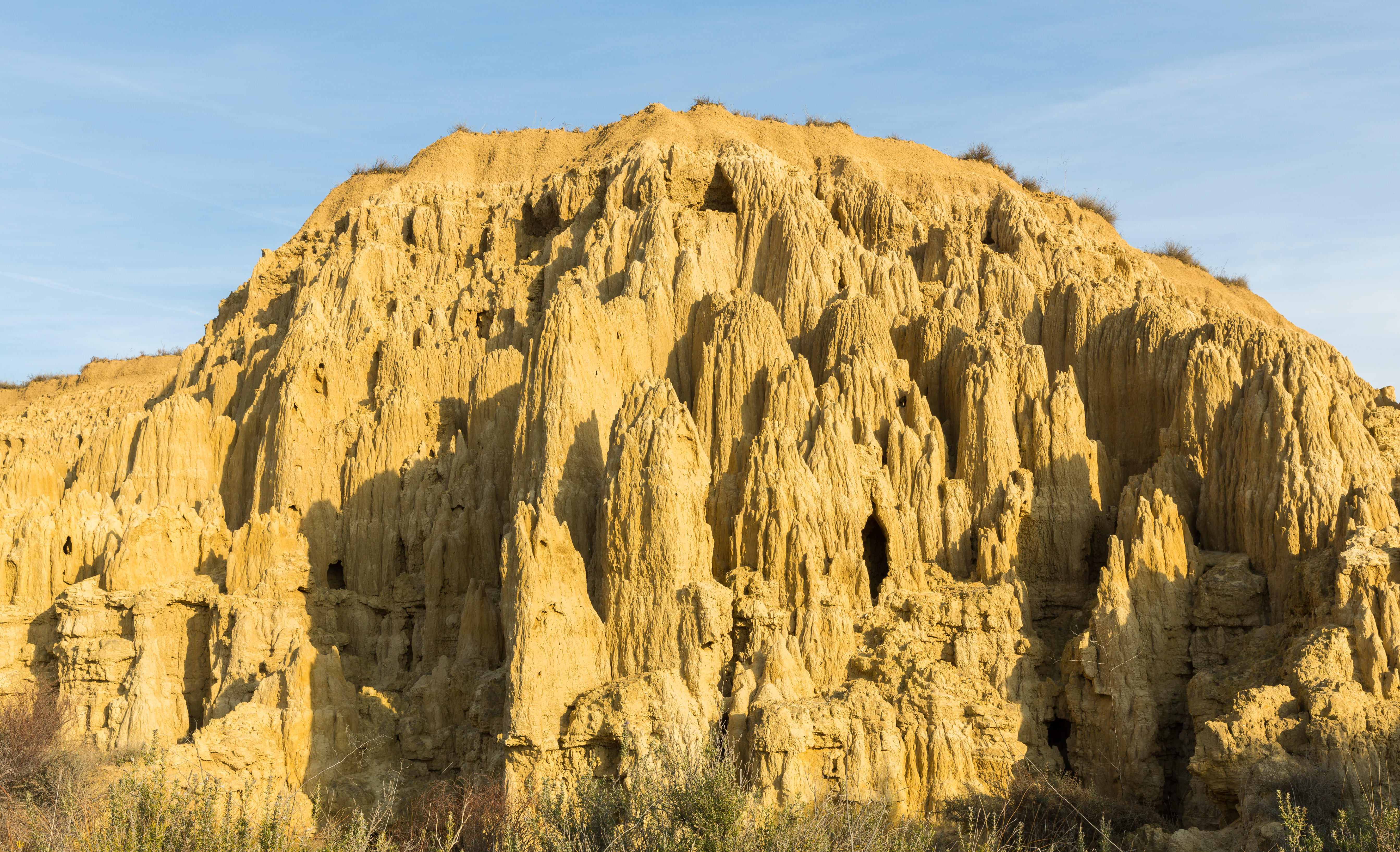
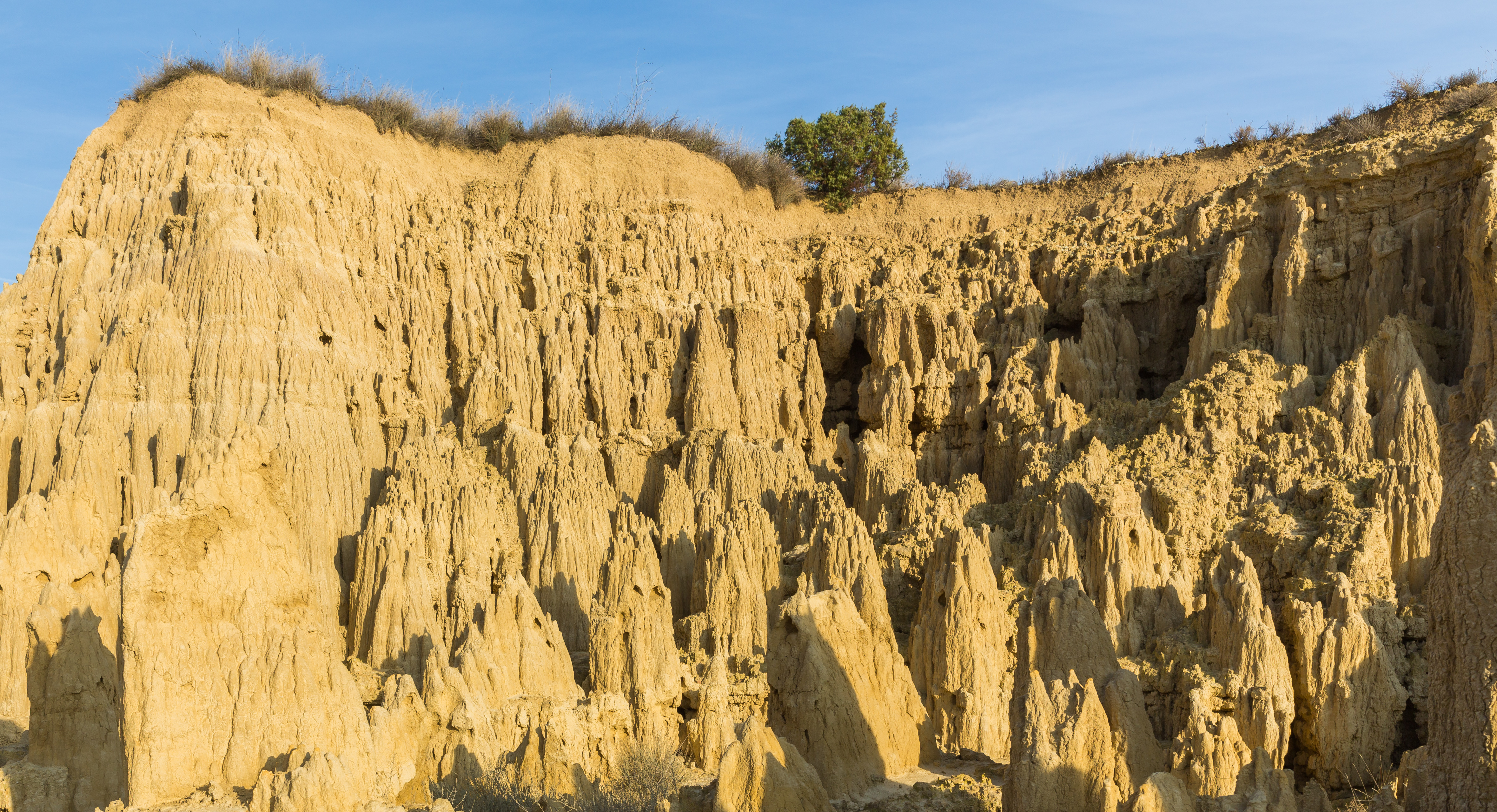
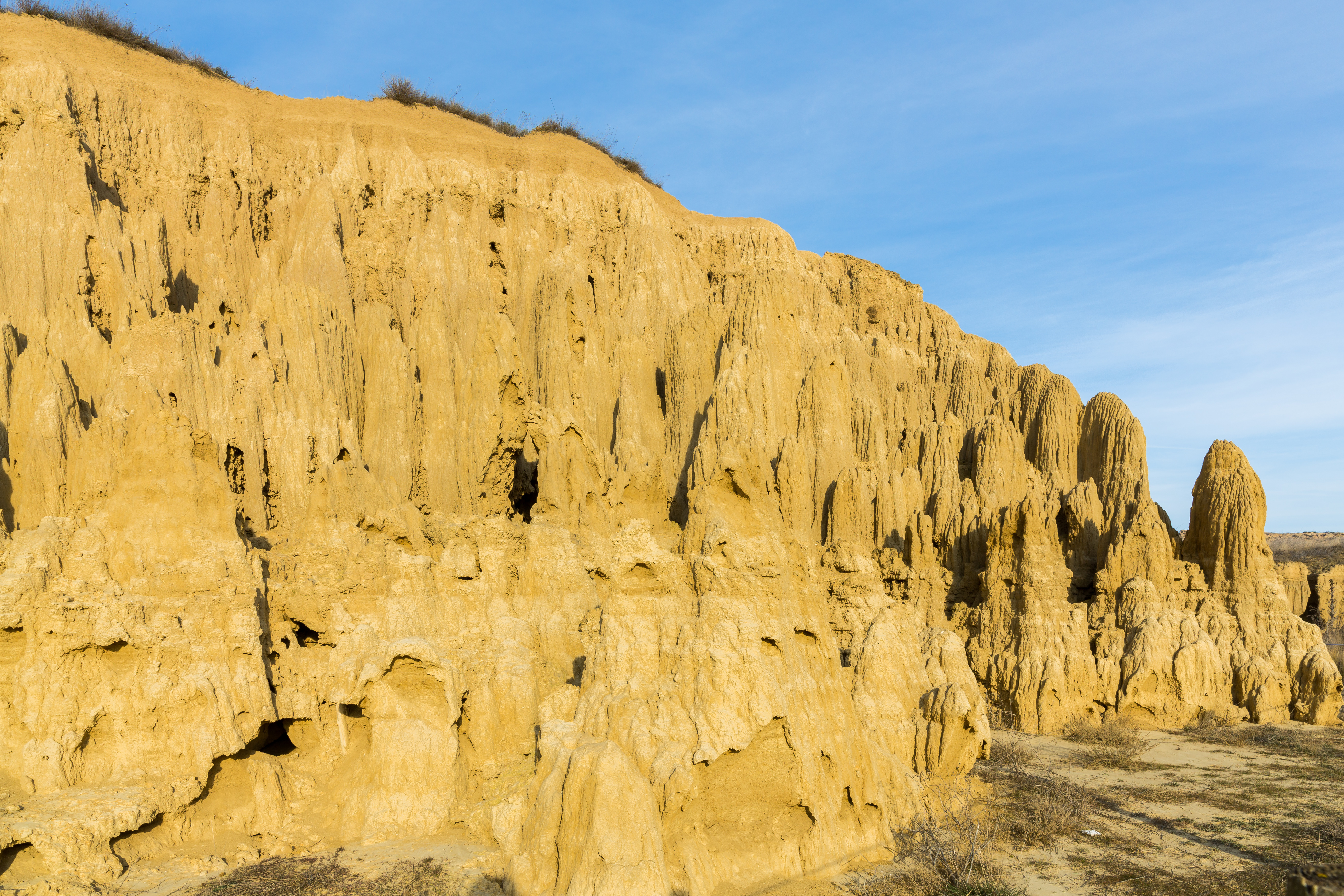
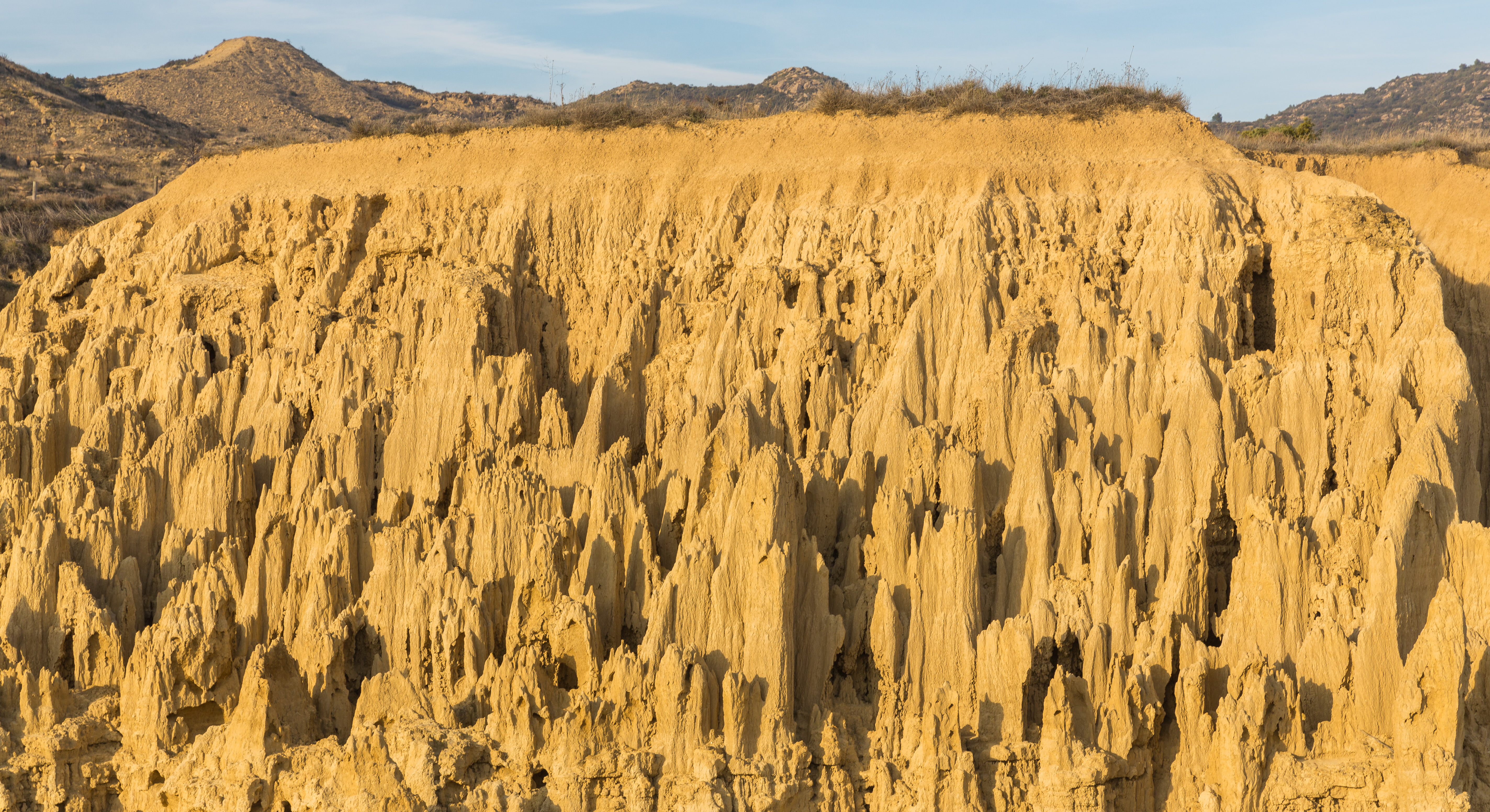
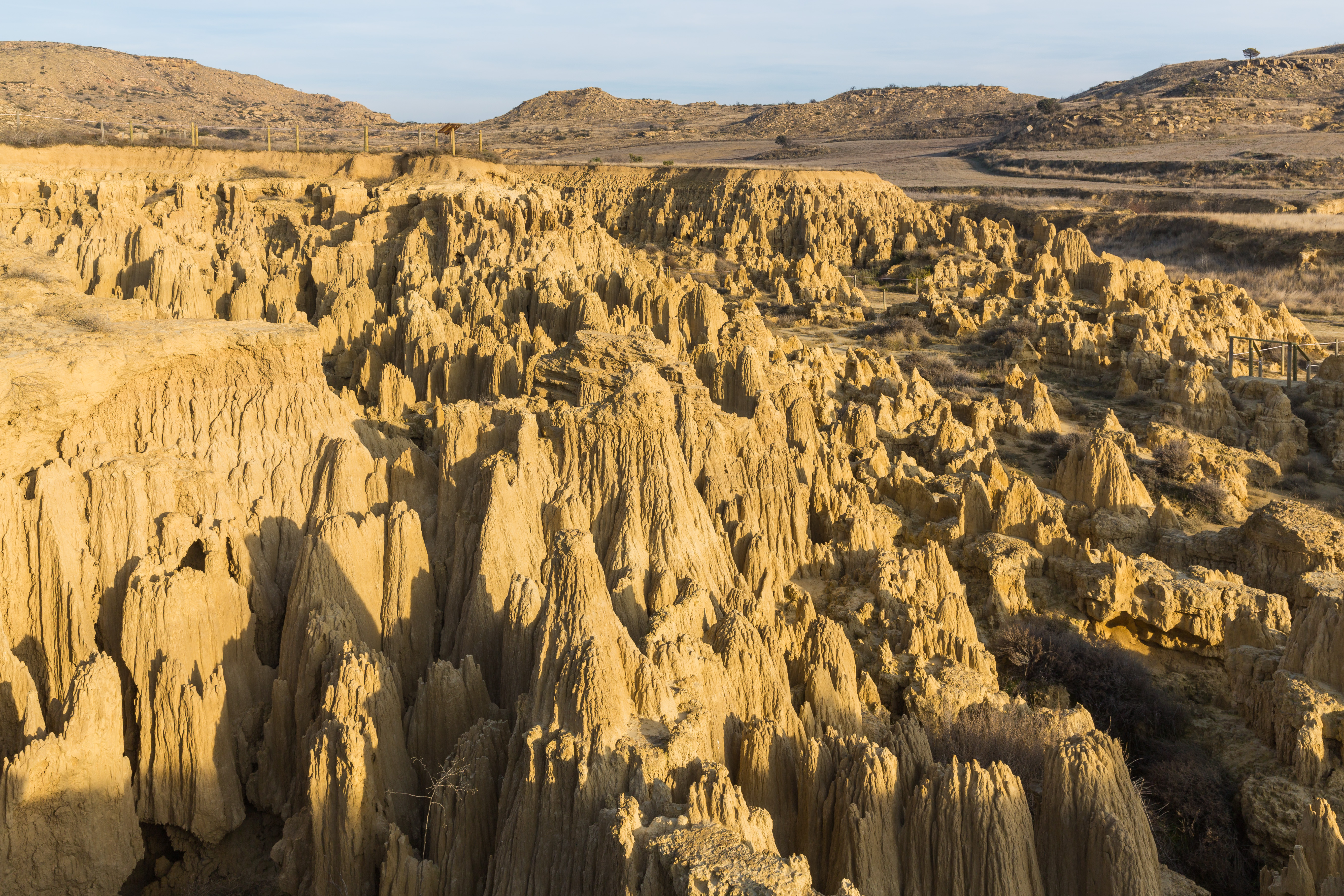